# オリンパス μシリーズ

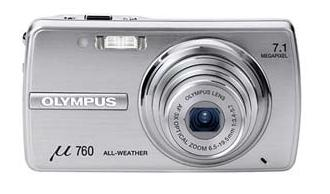
μ 760

μ（ミュー）は、オリンパスから発売されていたコンパクトカメラのシリーズである。フィルムカメラとデジタルカメラがある。大半の機種が生活防水又は防水とされていた。
オリンパスでは2012年秋に、新たなコンパクトデジタルカメラの統一ブランドとして「スタイラス」（STYLUS ）を導入しており、それ以降、μシリーズを名乗る製品は発売されていない。

## 製品

### フィルムカメラ
- μ（1991年3月発売） - OLYMPUS LENS 35mm/F3.5の単焦点レンズ, プログラム式電子シャッター 1/15秒～1/500秒、アクティブAF 0.35m～∞、プログラムAE、重量 170g。スライド・バリアのXAシリーズの後継機に相当する。
- μ PANORAMA
- μ ZOOM DELUXE
- μ ZOOM PANORAMA
- μ ZOOM70 DELUXE
- μ ZOOM WIDE 80
- μ ZOOM105 DELUXE(L)
- μ ZOOM115 DELUXE
- μ ZOOM130
- μ ZOOM140
- μ ZOOM140 DELUXE
- μ ZOOM140 VF
- μ-II - 1997年3月発売。初代μの改良機。シャンパンゴールドとブラックがある。非球面レンズを使用した4群4枚で35mm/F2.8の単焦点レンズ, プログラム式電子シャッター 4秒～1/1000秒,3点測距アクティブAF 0.35m～∞,プログラムAE,重量 140g,JIS保護等級4の防沫型。パノラマ切り替え、デート機構付であるが、日本以外向けにこの両機能を省略したタイプもある。

- μ-II LIMITED
- μ-II ZOOM
- μ-II ZOOM VF
- μ-II 80VF
- μ-II 110
- μ-II 115VF
- μ-II 170VF
- μ-III WIDE 100
- μ-III 120

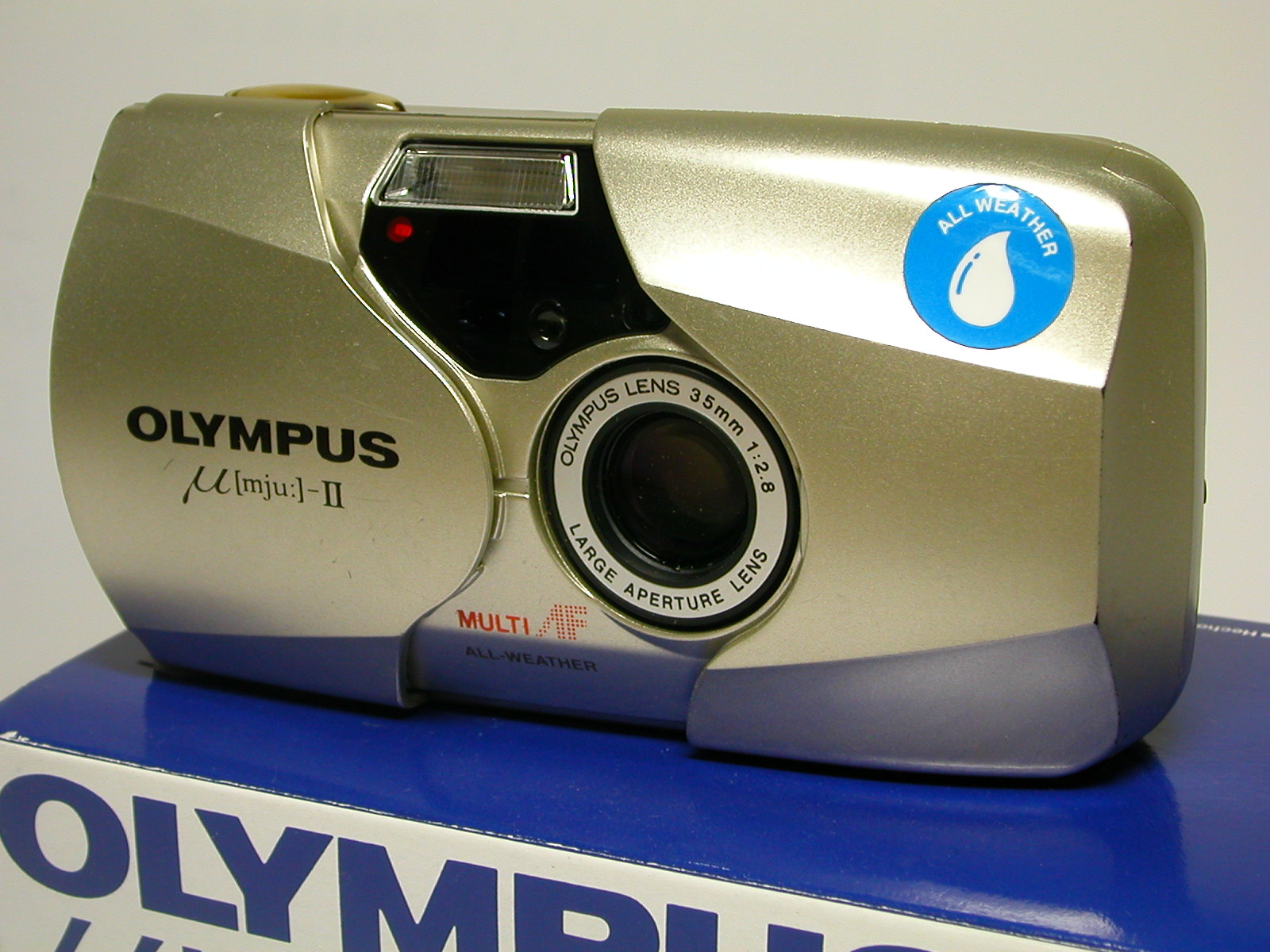
μ[mju:]-II

- μ-III 135 - 2004年5月発売。μシリーズ最後のフィルムカメラ。
- μ-III 150

### デジタルカメラ
オリンパスは、当初、デジタルカメラのメモリーカードとしてxDピクチャーカードを採用していたが、2010年以降のモデルはSD/SDHCカード専用モデルとなっていた。
- μ-10 DIGITAL
- μ-20 DIGITAL
- μ-15 DIGITAL
- μ-25 DIGITAL
- μ-30 DIGITAL
- μ-mini DIGITAL
- μ-40 DIGITAL
- μ-mini DIGITAL S
- μ DIGITAL 800
- μ DIGITAL 600
- μ710
- μ720
- μ730
- μ750
- μ760
- μ780
- μ810
- μ830
- μ1000
- μ1020
- μ1060
- μ1200
- μ720SW
- μ725SW
- μ770SW
- μ790SW
- μ850SW
- μ795SW
- μ1030SW
- μ1030SW工一郎 -1030SWの工事専用モード搭載版
- μ1050SW
- μ9000
- μ7000
- μ7020
- μ7010
- μTOUGH-8000
- μTOUGH-6000
- μTOUGH-6010
- μTOUGH-3000
- μTOUGH-6020
- μTOUGH-8010
- μ 7040
- μ 5010
- μ 9010
- μ 7050

#### オプション
- MicroSDアタッチメント MASD-1